# Олімпюв
Олімпюв (пол. Olimpiów) — село в Польщі, у гміні Мнішкув Опочинського повіту Лодзинського воєводства.
Населення — 136 осіб (2011).
У 1975-1998 роках село належало до Пйотрковського воєводства.

## Демографія
Демографічна структура станом на 31 березня 2011 року:
|          | Загалом | Допрацездатний вік | Працездатний вік | Постпрацездатний вік |
| -------- | ------- | ------------------ | ---------------- | -------------------- |
| Чоловіки | 64      | 13                 | 42               | 9                    |
| Жінки    | 72      | 15                 | 40               | 17                   |
| Разом    | 136     | 28                 | 82               | 26                   |